# 孔达米讷 (汝拉省)
孔达米讷（法語：Condamine，法語發音：[kɔ̃damin]）是法国汝拉省的一个市镇，属于隆斯勒索涅区。

## 地理
孔达米讷（46°39'1"N, 5°26'24"E）面积3.65 平方千米，位于法国勃艮第-弗朗什-孔泰大區汝拉省，该省份为法国东部内陆省份，北起上索恩省，西北接科多尔省，西临索恩-卢瓦尔省，南至安省，东与杜省和瑞士接壤。
与孔达米讷接壤的市镇（或旧市镇、城区）包括：库尔拉乌、特勒纳勒。

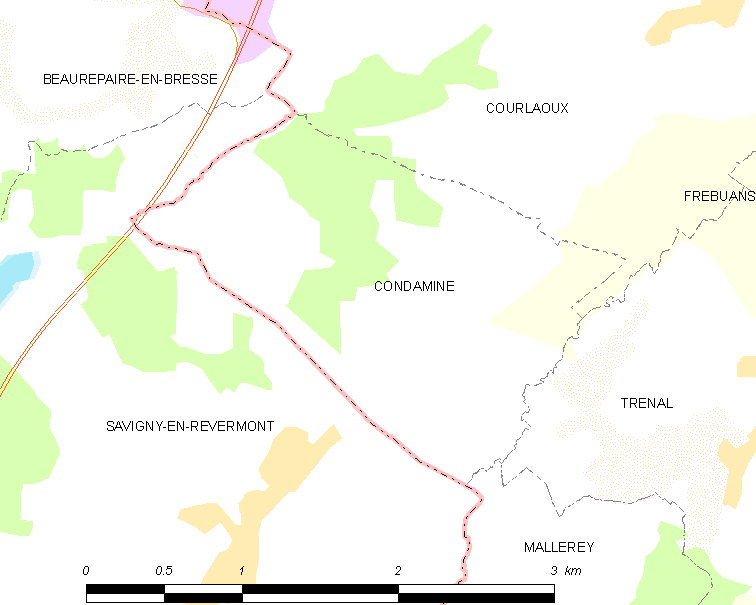
的OSM定位图

孔达米讷的时区为UTC+01:00、UTC+02:00（夏令时）。

## 行政
孔达米讷的邮政编码为39570，INSEE市镇编码为39162。

## 政治
孔达米讷所属的省级选区为隆斯勒索涅第一县。

## 人口

1962-2008年间人口变化图示

孔达米讷于2022年1月1日时的人口数量为246人。